# Велики Устюг
Велики Устюг (на руски: Вели́кий У́стюг) е град в Русия, Вологодска област, административен център на Великоустюгски район.

## География
Градът е разположен на 450 километра североизточно от областния център Вологда, на левия бряг на р. Сухона, при нейното сливане с река Юг и тяхното вливане в Северна Двина.
Населението на града е 31 664 души през 2010 година.

## История
Първоначалното селище, намирало се на 4 километра, е изоставено и възниква ново при устието на р. Юг. От обозначението на мястото произлиза името на селището – Уст Юг (Усть-Юг), по-късно преминало в Устюг. Поради нарасналото му търговско значение цар Иван IV добавя към името му Велики през ХVІ век.
Най-старото документално споменаване на Велики Устюг е от 1212 г. Опожарен е от камски българи (1218), борещи се за надмощие във Волго-камския регион. Градът е център на Устюжкото княжество, съществувало от 1364 до 1474 година.
От 1998 година действа държавен туристически проект „Великий Устюг – родно място на Дядо Мраз“.
На 25 декември 1999 година се състои тържествено откриване на Дома на Дядо Мраз. В града започват да идват туристически влакове от Вологда, Санкт Петербург, Москва и други места. Той става популярен център за семеен туризъм.